# ルイ・ロペス・デ・ビリャロボス
ルイ・ロペス・デ・ビリャロボス（Ruy López de Villalobos、1500年頃 - 1546年4月4日）は、16世紀スペインの探検家。メキシコから「香料諸島」（モルッカ諸島）への航路を求めて太平洋へ出帆し、1543年にフィリピン諸島にたどり着いた。この諸島を最初に「フィリピン」と名づけた人物でもある。また、小笠原諸島に属する火山列島を発見した人物でもある。

## 生涯
当時スペインとポルトガルは、高価なスパイスを産するモルッカ諸島への到達と領有をめぐって競っており、ポルトガル船がモルッカを隅々まで探検するなど一歩先んじていた。一方、スペイン側はフェルディナンド・マゼランの航海で到達した島（フィリピンのセブ島やモルッカの島々）の情報を持っていたため、これらの島をあきらめたくはなかった。
ロペス・デ・ビリャロボスは1541年、ヌエバ・エスパーニャ植民地（現在のメキシコ）の初代副王（総督）、アントニオ・デ・メンドーサによって東インド諸島への航海を指揮するよう任命され、1542年に4隻の船でメキシコを出航した。彼の艦隊は北太平洋を横断し多くの小島（おそらくハワイ諸島も含まれると思われる）を発見した後、まずルソン島の南海岸に達し、短い間停泊した。続いてサマール島、レイテ島に到達し、彼はスペイン皇太子（後のフェリペ2世）を称えてこの島々に「ラス・イスラス・フェリピナス (Las Islas Felipinas) 」と命名した。これが現在の「フィリピン」の国名の由来である。しかし、敵意を見せる先住民に島を追い出され、飢えと難破に見舞われ、ロペス・デ・ビリャロボスは島への入植と探検をあきらめた。
1543年8月26日、金銀島探検のためミンダナオ島を出発し、10月2日に北硫黄島付近を通過し、火山列島を発見している。
彼らの生き残りはモルッカへの脱出を試みたが、先にモルッカに来ていたポルトガル人との争いに敗れ、彼らは捕虜となった。
ロペス・デ・ビリャロボスは1544年にアンボイナ島（アンボン島）の牢屋で死んだが、残った乗組員は生き残り脱走してヌエバ・エスパーニャに戻った。
なおロペス・デ・ビリャロボスの太平洋艦隊には、のちにイエズス会に入会して日本布教に従事した宣教師コスメ・デ・トーレスも同乗していた。

## 脚註
1. ↑  田中 pp16-17